# Sötången
Sötången var en fastighet under Myggenäs på Tjörn i Bohuslän. 
Den 27 januari 1672 utpekade protokollen från häxerirättegångarna berget Sötången vid Myggenäs på nordöstra ändan av ön såsom den plats, där sju häxor samt trollkarlen, som kunde göra vind med sin pipa, halshöggs och brändes i närvaro av fyra präster.
De åtta avrättade var: Malin Ruths, Pär Madzen från Mollesund, Rangnelle från Lösbo, Kjerstin Swen Sneckers, Helga i Pilanna, Börta Cornelius, Ingrid Jutes och Börta Pärs.
Numera heter Sötången Sjötången och den plats de brändes på har fått namnet Bränneberget. 